# Misael Alfaro
Álvaro Misael Alfaro Sánchez (Santa Tecla, La Libertad, 6 de enero de 1971) es un exfutbolista y entrenador salvadoreño. Jugaba como portero y ocupó el octavo puesto en el mundo entre 10 guardametas más goleadores con 31 goles, 11 de ellos desde el tiro penal. Dirige al AD Isidro Metapán de la Primera División de El Salvador.

## Carrera
Alfaro comenzó su carrera en el equipo juvenil Bayer, de Valle Nuevo en donde después de ser sustituto pasó a ser titular sustituyendo a Gasparin Hernández (Pilila por lesión en la rodilla derecha) dando lugar a Alfaro de mostrar sus capacidades, luego es cedido a la Asociación Deportiva Destroyer para luego unirse a Alianza F.C. y se unió Club Deportivo Luis Ángel Firpo en 1995 y pronto fue promovido a portero. Tuvo un momento muy exitoso con el Luis Ángel Firpo, ganando 4 títulos de liga (1997-98, 1999 Clausura y 2000 Clausura). En 2002 dejó al club para jugar en San Salvador Fútbol Club. Se reincorporó a Isidro Metapán en 2009, después de dos períodos de corta duración en Balboa y Nejapa, para ganar otro título de liga con ellos.

## Retiro
Él anunció su retiro del fútbol en agosto de 2010 después de sufrir una lesión grave en el cuello durante un partido contra el Club Deportivo Atlético Marte.

## Selección nacional
Alfaro hizo su debut con la Selección de fútbol de El Salvador en un abril de 1994 en la  Copa Centroamericana en un partido de clasificación contra la Selección de fútbol de Nicaragua y ha ganado un total de 42 partidos, sin goles. Ha representado a su país en 12 ocasiones en clasificaciones para la Copa Mundial de la FIFA en dos campañas de la Copa Mundial. Sin embargo, ambas no tuvieron éxito, con el equipo nacional no está avanzando a la fase de grupos finales. También jugó en varias Copas UNCAF, así como en la Copa de Oro de la Concacaf 1998. Álvaro Misael Alfaro anunció su retiro del fútbol internacional en 2004,  después de sufrir problemas de hernias cervicales.

## Clubes

### Como jugador
| Club                                | País        | Año       |
| ----------------------------------- | ----------- | --------- |
| Real Destroyer Fútbol Club          | El Salvador | 1987      |
| Alianza Fútbol Club                 | El Salvador | 1988-1994 |
| Club Deportivo Luis Ángel Firpo     | El Salvador | 1994-2001 |
| San Salvador Fútbol Club            | El Salvador | 2002-2003 |
| Club Deportivo Águila               | El Salvador | 2004      |
| Alianza Fútbol Club                 | El Salvador | 2004-2005 |
| Asociación Deportiva Isidro Metapán | El Salvador | 2006-2008 |
| Atlético Balboa                     | El Salvador | 2008      |
| Nejapa Fútbol Club                  | El Salvador | 2009      |
| Asociación Deportiva Isidro Metapán | El Salvador | 2009-2010 |

### Como entrenador
| Club                   | País        | Año           |
| ---------------------- | ----------- | ------------- |
| Juventud Independiente | El Salvador | 2015-2016     |
| CD Audaz               | El Salvador | 2018          |
| AD Chalatenango        | El Salvador | 2018-2019     |
| CD Municipal Limeño    | El Salvador | 2020          |
| AD Isidro Metapán      | El Salvador | 2021-Presente |